# Bisó-patak
A Bisó-patak a Nagy-Milicen ered, Füzér északi határában, Borsod-Abaúj-Zemplén vármegyében. A patak forrásától kezdve déli irányban halad és több ágból egyesül egy patakká Füzér település délnyugati részén, majd Pálháza településnél éri el a Bózsva-patakot. A patakba torkollik Filkeházától északra a Perecse–bükk-patak, Pálházától északra pedig a Falu-patak.

## Part menti települések
A patak mentén mintegy 1500 fő él.
- Füzér
- Filkeháza
- Pálháza